# بترل تاهيتي
بترل تاهيتي (الاسم العلمي: Pseudobulweria rostrata) هو نوع من فصيلة طيور بترل.